# Wheels de Chatham
Les Wheels de Chatham, ou Chatham Wheels en anglais, sont une franchise de hockey sur glace professionnel qui évoluait de 1992 à 1994 dans la Colonial Hockey League (CoHL). L'équipe était basée à Chatham, dans la province de l'Ontario au Canada. En 1994, elle est relocalisée à Saginaw, dans l'État du Michigan aux États-Unis pour devenir les Wheels de Saginaw.

## Historique
Les Wheels de Chatham sont créés en 1992 et joignent la Colonial Hockey League (CoHL) qui accueille aussi les Falcons de Détroit et le Fury de Muskegon cette année-là. Pour leur première saison, ils finissent derniers de la ligue.
En 1993, les Wheels deviennent l'un des clubs-écoles des Nordiques de Québec de la Ligue nationale de hockey. Pour la saison 1993-1994, la CoHL est partagée en deux divisions. Dirigés par Tom Barrett, récipiendaire du trophée Matt-Leyden du meilleur entraîneur-chef de la Ligue de hockey de l'Ontario dix ans auparavant, les Wheels remportent la division Ouest. En séries éliminatoires, ils éliminent les Wildcats de St. Thomas (3-0) puis les Generals de Flint (4-3) mais s'inclinent en finale face aux Senators de Thunder Bay (1-4).
Durant l'été qui suit les Wheels sont relocalisés à Saginaw, dans l'État du Michigan aux États-Unis et deviennent les Wheels de Saginaw. Par la suite, la franchise est renommée Lumber Kings de Saginaw en 1996 puis Gears de Saginaw en 1998. Au cours de la saison 1999-2000, elle déménage dans l'état de l'Ohio où elle devient les Gears de l'Ohio avant de mettre un terme à ses activités l'issue de l'édition.

## Saison après saison
| Saison  |    | Saison régulière | Saison régulière | Saison régulière | Saison régulière | Saison régulière | Saison régulière | Saison régulière | Saison régulière         | Saison régulière                                                             |  | Séries éliminatoires |
| Saison  | PJ | V                | D                | N                | Pts              | BP               | BC               | Pun              | Classement               |                                                                              |  | Séries éliminatoires |
| 1992-93 | 60 | 21               | 35               | 4                | 46               | 260              | 344              | 1 251            | Septième                 | Non qualifiés                                                                |  |                      |
| 1993-94 | 64 | 39               | 18               | 7                | 85               | 336              | 281              | 1 687            | 1er de la Division Ouest | 3-0 Wildcats de St. Thomas 4-3 Generals de Flint 1-4 Senators de Thunder Bay |  |                      |

## Joueurs
83 joueurs ont porté les couleurs des Wheels. Parmi eux, Jim Ritchie est celui qui a joué le plus de parties (115). Il en est également le meilleur pointeur (142 points), buteur (59 buts) et passeur (83 aides). Avec 296 minutes de pénalité, Sacha Lakovic est le joueur le plus puni au cours de l'existence des Wheels.

## Entraîneurs
Au cours de leur histoire, les Wheels de Chatham ont eu deux entraîneurs-chef.
- Ron Caron (1992-1993)[10]
- Tom Barrett (1993-1994)[11]